# Nekrolog 1560
Nekrolog
◄◄
| ◄
| 1556
| 1557
| 1558
| 1559
| 1560 | 1561 | 1562 | 1563 | 1564 | ► | ►►
Weitere Ereignisse | Allgemeiner Nekrolog 1560
Die Beschreibung der verstorbenen Person sollte so kurz wie möglich gehalten sein und nur deren signifikante Tätigkeit(en) enthalten.
Neue Namen ggf. auch unter dem Geburts- und Sterbedatum, also etwa unter 1. Januar und im Geburts- und Sterbejahr (2024) eintragen (nur bei entsprechender großer Wichtigkeit). Für Beispiele siehe die schon vorhandenen Artikel.
Außerdem über die fünf zuletzt Verstorbenen, zu denen es einen ausreichend guten Artikel für eine Präsentation auf der Hauptseite gibt, nach der todesbedingten Überarbeitung der Artikel ggf. auch unter Wikipedia Diskussion:Hauptseite informieren und sie am besten auch in den anderen Wikipedia-Sprachversionen eintragen. Tipp: Regelmäßig bei news.google.de nach „ist tot“, „gestorben“ oder „verstorben“ suchen.
Wenn eine Person gestorben ist, gibt es viele Seiten zu dieser Person in der Wikipedia, die davon auch betroffen sind und entsprechend aktualisiert werden müssen. Beispiele: Namenübersichtsseite, Geburtsjahr, Geburtsort-Seiten und viele mehr.
Wie finde ich die betroffenen Seiten?
Im Suchfeld auf der linken Seite gibt man den Suchbegriff so ein: „Vorname Nachname“. Dann klickt man auf Volltext und alle Seiten mit entsprechendem Suchtext werden aufgerufen. Hier sieht man dann schnell, wo auch das Todesjahr Sinn macht oder sogar ein Teil des Artikels angepasst werden muss. Auch hilft das „Werkzeug“ auf der linken Seite sehr gut, um solche Seiten aufzufinden: „Links auf diese Seite“. Somit ist die Wikipedia wieder aktuell in allen Bereichen! Hinweis: bei Eintragung der Kategorie „Gestorben JAHR“ wird der Missbrauchsfilter 49 ausgelöst, was jedoch nicht schlimm ist. Siehe: Spezial:Missbrauchsfilter/49
Dies ist eine Liste von im Jahr 1560 verstorbenen bekannten Persönlichkeiten. Die Einträge erfolgen innerhalb der einzelnen Daten alphabetisch sortiert. Tiere sind im Nekrolog für Tiere zu finden.

## Januar
| Tag        | Name                      | Beruf, bekannt als                                | Alter | Beleg |
| ---------- | ------------------------- | ------------------------------------------------- | ----- | ----- |
| 1. Januar  | Joachim du Bellay         | französischer Schriftsteller                      |       |       |
| 3. Januar  | Peder Palladius           | evangelischer Theologe und Reformator Dänemarks   |       |       |
| 8. Januar  | Johannes a Lasco          | Theologe und Reformator                           |       |       |
| 15. Januar | Franz Burchart            | deutscher Gelehrter und Politiker                 | 56    |       |
| 20. Januar | Nikolaus Gerbel           | deutscher Humanist                                |       |       |
| 29. Januar | Bonifacius Erasmi de Rode | deutscher Mathematiker und evangelischer Theologe |       |       |

## Februar
| Tag         | Name               | Beruf, bekannt als                                                                            | Alter | Beleg |
| ----------- | ------------------ | --------------------------------------------------------------------------------------------- | ----- | ----- |
| 2. Februar  | Georg II. Albrecht | deutscher römisch-katholischer Geistlicher; Abt des Klosters Sankt Mang in Füssen (1556–1560) |       |       |
| 7. Februar  | Baccio Bandinelli  | italienischer Bildhauer                                                                       |       |       |
| 14. Februar | Philipp I.         | Herzog von Pommern-Wolgast                                                                    | 44    |       |
| 16. Februar | Jean du Bellay     | französischer Geistlicher, Kardinal der katholischen Kirche                                   |       |       |
| 23. Februar | Gaspar Lax         | spanischer Mathematiker                                                                       |       |       |

## März
| Tag      | Name                       | Beruf, bekannt als                           | Alter | Beleg |
| -------- | -------------------------- | -------------------------------------------- | ----- | ----- |
| 3. März  | Cristoforo Sabbadino       | Wasserbauer in der Republik Venedig          |       |       |
| 4. März  | Albrecht VII. von Mansfeld | deutscher Graf, Reformator                   | 79    |       |
| 5. März  | Pedro Pacheco de Villena   | spanischer Kardinal und Vizekönig von Neapel | 71    |       |
| 9. März  | Katharina von Tecklenburg  | Fürstäbtissin des Stifts Essen               | 42    |       |
| 9. März  | Caspar Landsidel           | deutscher Pädagoge, Philologe und Rhetoriker |       |       |
| 12. März | Johann Berckmann           | deutscher Theologe und Chronist              |       |       |
| 26. März | Peter Hegemon              | lutherischer Theologe und Reformator         |       |       |
| 28. März | Christoph Zobel            | deutscher Jurist                             |       |       |

## April
| Tag       | Name                | Beruf, bekannt als                                             | Alter | Beleg |
| --------- | ------------------- | -------------------------------------------------------------- | ----- | ----- |
| 19. April | Philipp Melanchthon | deutscher Reformator der so genannten Wittenberger Reformation | 63    |       |
| 24. April | Johannes Ralla      | deutscher Apotheker und Pharmakologe                           |       |       |

## Mai
| Tag     | Name                     | Beruf, bekannt als                                 | Alter | Beleg |
| ------- | ------------------------ | -------------------------------------------------- | ----- | ----- |
| 23. Mai | Andrzej Zebrzydowski     | Bischof von Krakau                                 |       |       |
| 24. Mai | Hans Jakob von Wattenwyl | Schultheiss von Bern                               |       |       |
| 25. Mai | Franz Emerich            | österreichischer Chirurg und Universitätsprofessor |       |       |

## Juni
| Tag      | Name                           | Beruf, bekannt als                                                                         | Alter | Beleg |
| -------- | ------------------------------ | ------------------------------------------------------------------------------------------ | ----- | ----- |
| 7. Juni  | Leonhard Stöckel               | Dramatiker, Pädagoge und Reformator                                                        |       |       |
| 11. Juni | Marie de Guise                 | zweite Ehefrau von Jakob V. Schottland, Königin von Schottland und Mutter von Maria Stuart | 44    |       |
| 12. Juni | Imagawa Yoshimoto              | japanischer Daimyo                                                                         |       |       |
| 21. Juni | Rudolf von und zu Frankenstein | Fürstbischof von Speyer (1552–1560)                                                        |       |       |
| 25. Juni | Konrad Nesen                   | deutscher Humanist und Bürgermeister von Zittau                                            |       |       |

## Juli
| Tag      | Name                      | Beruf, bekannt als                                 | Alter | Beleg |
| -------- | ------------------------- | -------------------------------------------------- | ----- | ----- |
| 4. Juli  | Eberhard II. von Hirnheim | Fürstbischof von Eichstätt                         |       |       |
| 25. Juli | Nikolaus Bardewik         | Bürgermeister von Lübeck                           |       |       |
| 26. Juli | Valentin Boltz            | Pfarrer, Dramatiker, Sachbuch-Autor und Übersetzer |       |       |
| 27. Juli | Jaroslav von Pernstein    | böhmischer Adliger                                 | 31    |       |

## August
| Tag        | Name                             | Beruf, bekannt als                                   | Alter | Beleg |
| ---------- | -------------------------------- | ---------------------------------------------------- | ----- | ----- |
| 1. August  | Melchior Volmar                  | Jurist und Philologe, Humanist                       |       |       |
| 7. August  | Anastassija Romanowna Sacharjina | russische Zarin und Gemahlin des Zaren Iwan IV.      |       |       |
| 9. August  | Antonio Badile                   | italienischer Maler                                  |       |       |
| 12. August | Diomede Carafa                   | Kardinal und römisch-katholischer Bischof von Ariano | 68    |       |

## September
| Tag           | Name            | Beruf, bekannt als                                                | Alter | Beleg |
| ------------- | --------------- | ----------------------------------------------------------------- | ----- | ----- |
| 3. September  | Jacob Bording   | flämischer Mediziner und Leibarzt                                 | 48    |       |
| 8. September  | Amy Robsart     | englische Adlige, Ehefrau von Robert Dudley, 1. Earl of Leicester |       |       |
| 9. September  | Luigi Pasquali  | evangelischer Märtyrer, Prediger                                  |       |       |
| 14. September | Anton Fugger    | deutscher Kaufmann und Bankier                                    | 67    |       |
| 15. Oktober   | Peter Siegel    | deutscher lutherischer Theologe                                   |       |       |
| 17. September | Niels Palladius | lutherischer Theologe und Bischof                                 |       |       |
| 29. September | Gustav I. Wasa  | schwedischer König                                                |       |       |
| 30. September | Melchior Cano   | spanischer Dominikaner und Theologe                               | 51    |       |

## Oktober
| Tag         | Name                     | Beruf, bekannt als                              | Alter | Beleg |
| ----------- | ------------------------ | ----------------------------------------------- | ----- | ----- |
| 8. Oktober  | Bartholomäus Kleindienst | deutscher Theologe                              |       |       |
| 23. Oktober | Guillaume Duprat         | französischer Geistlicher, Bischof von Clermont |       |       |
| Oktober     | Franz Schneider          | deutscher Politiker                             |       |       |

## November
| Tag          | Name                      | Beruf, bekannt als                                            | Alter | Beleg |
| ------------ | ------------------------- | ------------------------------------------------------------- | ----- | ----- |
| 3. November  | Heinrich von Ostheim      | deutscher Erbschenk                                           |       |       |
| 5. November  | Adriaen van der Goes      | holländischer Landesadvokat zwischen den Jahren 1544 und 1560 |       |       |
| 7. November  | Petrus Lotichius Secundus | deutscher Humanist und neulateinischer Dichter                | 32    |       |
| 12. November | Caspar Aquila             | deutscher Theologe                                            | 72    |       |
| 15. November | Sebastian Lutz            | Abt in den Klöstern Tennenbach und Bebenhausen                |       |       |
| 15. November | Domingo de Soto           | katholischer Theologe                                         |       |       |
| 17. November | Michael von Kuenburg      | Erzbischof von Salzburg                                       | 46    |       |
| 25. November | Andrea Doria              | genuesischer Condottiere, Admiral und Fürst von Melfi         | 93    |       |
| 28. November | Hans Guldenmund           | deutscher Buchdrucker und Briefmaler                          |       |       |

## Dezember
| Tag          | Name                     | Beruf, bekannt als                                                              | Alter | Beleg |
| ------------ | ------------------------ | ------------------------------------------------------------------------------- | ----- | ----- |
| 2. Dezember  | Georg Sabinus            | Gründungsrektor der Universität zu Königsberg, Diplomat                         | 52    |       |
| 4. Dezember  | Jean Bertrand            | französischer Kardinal der Römischen Kirche                                     | 78    |       |
| 5. Dezember  | Franz II.                | König von Frankreich                                                            | 16    |       |
| 7. Dezember  | Ernst von Bayern         | deutscher Administrator von Passau und Salzburg, Pfandherr der Grafschaft Glatz | 60    |       |
| 15. Dezember | Thomas Parry             | englischer Höfling und Parlamentsabgeordneter                                   |       |       |
| 20. Dezember | Johann Dryander          | deutscher Anatom, Arzt, Mathematiker und Astronom                               | 60    |       |
| 21. Dezember | Georg Thym               | deutscher Pädagoge, Dichter und Autor                                           |       |       |
| 22. Dezember | Caspar Vogt von Wierandt | Festungsbaumeister in Dresden                                                   |       |       |

## Datum unbekannt
| Tag | Name                                   | Beruf, bekannt als                                                          | Alter | Beleg |
| --- | -------------------------------------- | --------------------------------------------------------------------------- | ----- | ----- |
|     | Aman Isa Khan                          | uigurische Muqam-Meisterin, Dichterin und Musikerin                         |       |       |
|     | Achim von Bassewitz                    | mecklenburgischer Gutsbesitzer und Mitunterzeichner der Großen Landes-Union |       |       |
|     | Giovan Battista Caporali               | italienischer Architekt und Maler                                           |       |       |
|     | Christoph von Dohna                    | Oberlausitzer Adliger                                                       |       |       |
|     | Georg Wolf von Kotzau                  | Reichsritter, Amtmann                                                       |       |       |
|     | Nicolas Gombert                        | franco-flämischer Komponist der Renaissance                                 |       |       |
|     | Andreas II. von Graben                 | Landrichter von Lienz, ließ in den Lienzer Bergen nach Gold schürfen        |       |       |
|     | Johannes Kolrose                       | deutscher Dichter, Philologe und Pädagoge                                   |       |       |
|     | Sébastien de Montfalcon                | Bischof von Lausanne                                                        |       |       |
|     | Hendrik Niehoff                        | Orgelbauer                                                                  |       |       |
|     | Jean-François de La Rocque de Roberval | französischer Seefahrer und Freibeuter                                      |       |       |
|     | Jean Rotz                              | französischer Künstler-Kartograf                                            |       |       |
|     | Juan de Salazar y Espinosa             | spanischer Conquistador                                                     |       |       |
|     | Philipp Schall von Bell                | Landmarschall des Deutschen Ordens in Livland                               |       |       |
|     | Johann Schlaginhaufen                  | evangelischer Theologe und Reformator                                       |       |       |
|     | Johann von Spreckelsen                 | Hamburger Oberalter                                                         |       |       |
|     | Erasmus I. von Starhemberg             | österreichischer Adeliger                                                   |       |       |
|     | Christoph Weiditz                      | deutscher Maler, Medailleur, Bildschnitzer und Goldschmied                  |       |       |
|     | Ulrich von Weitershausen               | herzoglich württembergischer Forstmeister                                   |       |       |
|     | Agustín de Zárate                      | spanischer Historiker                                                       |       |       |